# Estructuralismo (psicología)
El estructuralismo en psicología considera la «estructura de la mente» como objeto de estudio. Es decir, la psicología se ocuparía del análisis de la consciencia a través de sus supuestos componentes elementales y el modo en que estos se articulan. De esta forma, se opone al funcionalismo, que da mayor importancia a las funciones de la consciencia, esto es, a los procesos psicológicos.
Los postulados de la psicología estructuralista no crean postulados formales, sino enunciados destinados a guiar la conducta del científico. Los supuestos fundamentales del estructuralismo no se explican de una manera fácilmente asequible, es imposible hacer una enunciación lógica adecuada respecto del número, suficiencia y adecuación de los postulados estructuralistas.
Esta corriente recibió su nombre de un artículo publicado por Edward Titchener en 1898. Titchener, discípulo de Wundt, llevó a cabo una selección y reinterpretación de la obra de su maestro. Los estructuralistas emplearon el método experimental, optando por la introspección para relatar tan objetivamente como fuera posible, la experiencia consciente durante el proceso de captar y juzgar los estímulos. Propusieron que los procesos conscientes consisten fundamentalmente en tres elementos: sensaciones, imágenes y emociones.

## Contexto
A finales del siglo XIX, la psicología estaba pasando por una etapa de transformación hacia enfoques empiristas y experimentales, que buscaban darle un sustento científico. Prueba de ello son los trabajos de Wundt, Ebbinghaus o Külpe. Sin embargo, no todos los enfoques iban en la misma dirección en lo que se refiere a la clarificación del objeto de estudio de esta disciplina. Mientras unos defendían que la psicología debía centrarse en los procesos de la conciencia –es decir, lo que ésta «hace», cómo funciona–, para otros su objeto prioritario era describir y explicar su estructura. Esta última es la postura del estructuralismo.

## Tesis principales
Lejos de entrar en indagaciones acerca de la mente o la consciencia como entidad substancial, más propias de la filosofía, el estructuralismo decide centrar el tiro en la experiencia del sujeto, partiendo de la cual trata de establecer cuáles son los elementos básicos que la componen y las relaciones que se dan entre ellos para dar lugar a elementos más complejos. 
Partiendo de las propuestas de los empiristas David Hume (1711-1776) y el físico y filósofo Ernst Mach (1838-1916), que a su vez reducen la experiencia, en último término, a experiencia sensorial, el psicólogo norteamericano de origen británico Edward Titchener –discípulo de Wundt y uno de los principales exponentes del estructuralismo– define la psicología como la «ciencia de la mente», entendiendo esta como «la suma total de la experiencia humana». Esto le lleva a dar por científicamente válido, considerándolo como un tipo de observación, el método introspectivo que Wundt había rechazado.
La psicología así entendida tenía una doble tarea:
1. Descripción: partiendo del «análisis» –al modo cartesiano– de la experiencia para llegar a sus componentes atómicos, más tarde se remonta, a través de la «síntesis», hacia la recomposición de esa experiencia en su supuesta integridad originaria. Gracias a este trabajo, el psicólogo podría descubrir las distintas maneras en que los elementos simples se combinan para dar lugar a los más complejos, y así establecer las leyes generales que harían de la psicología una ciencia análoga a la ciencia física.
2. Explicación: se trata de relacionar los procesos mentales estudiados con las condiciones orgánicas o biológicas en que se dan.

A través del estudio de las sensaciones, Titchener llegó a elaborar una clasificación que incluía unas 40.000 sensaciones distintas pertenecientes a los distintos órganos de los sentidos, principalmente la vista y el oído.

## Críticas
Los detractores del estructuralismo le acusaron de aislar artificialmente los contenidos de la mente y caer en lo que William James llamó la «falacia del psicólogo», es decir, tomar como psicológicamente «reales» entidades que, al fin y al cabo, serían como mucho constructos elaborados por el psicólogo.
Los funcionalistas argumentaban además que el estructuralismo dejaba de lado la perspectiva evolucionista, por lo que no ayudaba a dilucidar el modo en que el comportamiento ha influido en la adaptación de los organismos y la selección natural.
Por último, el estructuralismo convertía a la psicología en una ciencia teórico-descriptiva que la situaba lejos de su vertiente aplicada y social, según defendieron numerosos psicólogos en su momento.
El estructuralismo quiso proponer una nueva psicología frente a la Escuela del Sentido Común que imperaba en Norteamérica a finales del siglo XIX, pero la rigidez autoimpuesta en su objeto de estudio y finalidad hizo que fuera superada por el funcionalismo. Aunque como perspectiva de estudio sigue estando presente en muchas investigaciones (interés por desvelar las estructuras que subyacen a la experiencia psicológica), rara vez lo hace de modo aislado.